# Carl Wernicke
Carl Hugo Wilhelm Ernst Wernicke (ur. 15 maja 1848 w Tarnowskich Górach, zm. 15 czerwca 1905 w Dörrberg im Geratal) – niemiecki lekarz psychiatra i neurolog, profesor Uniwersytetu we Wrocławiu i Uniwersytetu w Halle. Jako pierwszy opisał afazję czuciową i wskazał część kory mózgowej odpowiedzialną za rozpoznawanie mowy (ośrodek Wernickego). Upamiętnia go również nazwa opisanej przez niego jednostki chorobowej, encefalopatii Wernickego.

## Życiorys
Urodził się 15 maja 1848 w Tarnowskich Górach (niem. Tarnowitz). 1 czerwca 1848 został ochrzczony w kościele Zbawiciela. Jego rodzicami byli sekretarz urzędu górniczego (Bergamts-Sekretär) Friedrich Wilhelm August Wernicke i jego druga żona Auguste Pauline Amalie z domu Ziegert. Miał dwie starsze siostry, Albertine Valeskę Ottilie Auguste (ur. 1842) i Rosalie Hedwig Auguste Anette (ur. 1846). Młodszy brat zmarł zaraz po porodzie (1857). Carl Wernicke uczęszczał do szkoły ewangelickiej przy Henckelstraße 2 w Tarnowskich Górach, a następnie do Królewskiego Gimnazjum (Königliches Gymnasium) w Opolu i Maria-Magdalenen-Gymnasium we Wrocławiu, egzamin dojrzałości zdał w 1866. Następnie studiował medycynę na Uniwersytecie we Wrocławiu i w 1870 roku został promowany na doktora medycyny. We Wrocławiu był asystentem Heinricha Neumanna; przez pół roku uczył się u Theodora Meynerta w Wiedniu. W 1875 został Privatdozentem. Od 1876 do 1878 asystent w klinice neurologicznej Charité w Berlinie u Carla Westphala. Potem przez siedem lat prowadził własną praktykę neurologiczną w Berlinie. Od 1885 profesor nadzwyczajny psychiatrii we Wrocławiu i dyrektor tamtejszej Kliniki Psychiatrycznej.
Uczniami Wernickego byli m.in. Karl Bonhoeffer, Hugo Liepmann, Otfrid Foerster, Edmund Forster, Robert Gaupp, Kurt Goldstein, Karl Heilbronner, Max Kauffmann, Karl Kleist, Franz Max Albert Kramer, Heinrich Lissauer, Ludwig Mann, Richard Arwed Pfeifer, Bernard Sachs, Heinrich Sachs, Paul Schröder i Ernst Storch.
26 grudnia 1891 ożenił się z Elsbeth Retter (1874-?).
Zmarł 15 czerwca 1905 roku, dwa dni po wypadku któremu uległ podczas jazdy rowerem w Lesie Turyńskim, podczas którego doznał wielu złamań żeber i odmy opłucnowej. Jego prochy rozsypano w Gocie. Wspomnienia pośmiertne napisali Ernst Siemerling, Theodor Ziehen i Lewellys F. Barker. Autorami późniejszych opracowań biograficznych byli Hugo Liepmann, Karl Kleist i Kurt Goldstein.

## Dorobek naukowy
Pierwsze prace Wernickego powstały pod wpływem Meynerta i dotyczyły neuroanatomii. Jako pierwszy przedstawił teoretyczne objawy wynikające z zakrzepu tętnicy móżdżkowej dolnej tylnej, potem potwierdzone klinicznie przez Wallenberga (zespół Wallenberga).
W wieku 26 lat opublikował swoją rozprawę o afazji, w której podjął próbę połączenia objawów afazji z różnymi ośrodkami mózgu i poparł zaproponowaną przez Daxa ideę dominacji jednej z półkul mózgowych.

## Wybrane prace

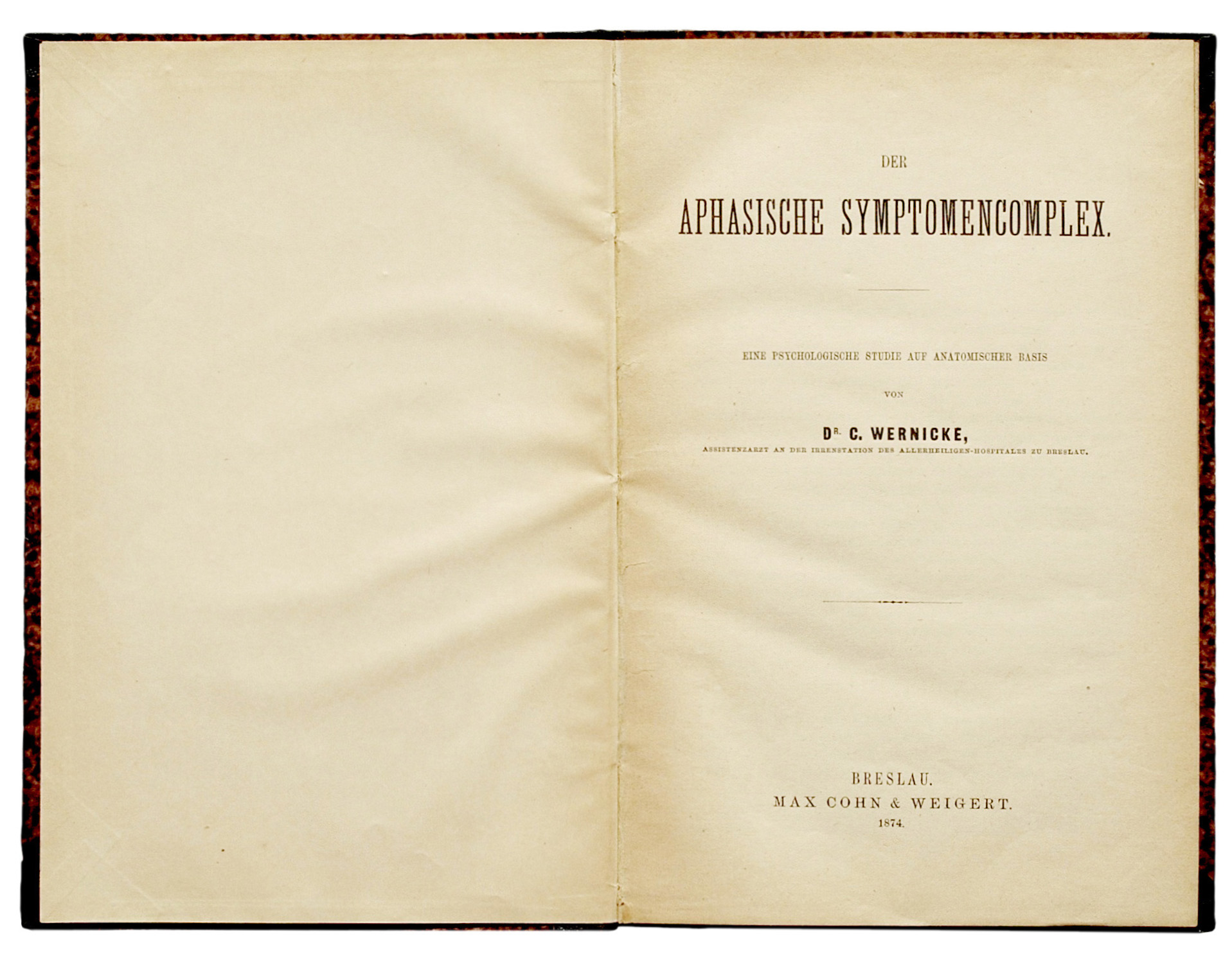
Strona tytułowa pracy Wernickego z 1874

- Das Verhalden der Pupillen bei Geisteskranken[11]. (1872)
- Der aphasische Symptomenkomplex. Eine psychologische Studie auf anatomischer Basis. Breslau: M. Cohn & Weigert 1874
- Erkrankungen der inneren Kapsel. Ein Beitrag zur Diagnose der Herderkrankungen. Breslau, 1875
- Das Urwindungssystem des menschlichen Gehirns[12]. (1876)
- Ein Fall von Ponserkrankung[13]. (1877)
- Ueber das Bewusstsein. Allgemeine Zeitschrift für Psychiatrie 35, ss. 420-431 (1879)
- Ueber den wissenschaftlichen Standpunkt in der Psychiatrie. Kassel, 1880
- Lehrbuch der Gehirnkrankheiten. Berlin: Theodor Fischer 1881/83
  - Band I. Berlin, 1881
  - Band II. Berlin, 1881
  - Band III. Berlin, 1883
- Ueber einen Fall von secundärer Degeneration. Arch. f. Physiol. (1881)
- Ueber Aphasie und Anarthrie. Deutsche med. Wchnschr. 8, s. 163 (1882)
- Amaurose mit erhaltener Papillenreaction bei einem Hirntumor. Ztschr. f. klin. Med. 6 (1883)
- Ueber die motorische Sprachbahn und das Verhältniss der Aphasie zur Anarthrie. Fortschritte der Medizin 2 (1884)
- Gesammelte Abhandlungen. Arbeiten aus der psychiatrischen Klinik in Breslau Heft 1 und 2
- Die neueren Arbeiten über Aphasia. Fortschritte der Medizin 3, ss. 824-830 (1885) Fortschritte der Medizin 4, ss. 371-377, 463-482 (1886)
- Fall von progressiver Muskelatrophie. Jahresb. d. schles. Gesellsch. f. vaterl. Kult. 1887
- Fall von progressiver Muskelatrophie. Breslau. ärztl. Ztschr., 1888, x, 75
- Herderkrankung des unteren Scheitelläppchens. Arch. f. Psychiat. 20 (1888)
- Zweck und Ziel der psychiatrischen Kliniken. Klinisches Jahrbuch, Berlin, 1889, 1: 218-223
- Gesammelte Aufsätze und kritische Referate zur Pathologie des Nervensystems. Berlin, 1893
- Atlas des Gehirns. Mit E.Hahn, H.Sachs, P. Schröder, O Förster. Berlin: Karger/ Breslau, Schletter 1897–1903
- Grundriss der Psychiatrie in klinischen Vorlesungen. Leipzig: G. Thieme 1900
- Krankenvorstellungen aus der psychiatrischen Klinik in Breslau, Heft 1–3. Breslau: Schlettersche Buchhandlung 1899–1900
- Ueber Hallucinationen, Ratlosigkeit und Desorientirung in ihren wcchselseitigen Beziehungen (1901)
- Psychiatrische Abhandlungen. Heft 10, pp 13-14
- Über die Klassifikation der Psychosen. Breslau, 1899